# Seven Sudamericano Femenino 2015
El Seven Sudamericano Femenino del 2015 será la undécima edición del principal torneo femenino de rugby 7 de la Confederación Sudamericana de Rugby (CONSUR). Se disputará en la instalaciones del Club de Rugby Ateneo Inmaculada (CRAI) en la ciudad de Santa Fe, Argentina.
El certamen servirá como torneo clasificatorio a los Juegos Olímpicos de Río de Janeiro 2016. El campeón clasificará directamente, en tanto que el segundo y el tercero accederán al Torneo Preolímpico Mundial.

## Equipos participantes
Dado que Brasil será anfitrión de los Juegos Olímpicos de 2016, la selección de Brasil no participará del torneo. Por primera vez competirá la selección de Costa Rica, cuya federación fue reconocida por la World Rugby en 2014.
- Selección femenina de rugby 7 de Argentina (Las Pumas)
- Selección femenina de rugby 7 de Chile (Las Cóndores)
- Selección femenina de rugby 7 de Colombia (Las Tucanes)
- Selección femenina de rugby 7 de Costa Rica (Las Guarias)
- Selección femenina de rugby 7 de Paraguay (Las Yacarés)
- Selección femenina de rugby 7 de Perú (Las Tumis)
- Selección femenina de rugby 7 de Uruguay (Las Teras)
- Selección femenina de rugby 7 de Venezuela (Las Orquídeas)

## Posiciones
| Pos. | Equipo     | Partidos | Partidos | Partidos  | Partidos | Tantos  | Tantos    | Tantos     | Puntos |
| Pos. | Equipo     | jugados  | ganados  | empatados | perdidos | a favor | en contra | diferencia | Puntos |
| ---- | ---------- | -------- | -------- | --------- | -------- | ------- | --------- | ---------- | ------ |
| 1    | Colombia   | 7        | 7        | 0         | 0        | 164     | 19        | + 145      | 14     |
| 2    | Argentina  | 7        | 5        | 0         | 2        | 186     | 50        | + 173      | 10     |
| 3    | Venezuela  | 7        | 5        | 0         | 2        | 116     | 46        | + 70       | 10     |
| 4    | Uruguay    | 7        | 5        | 0         | 2        | 89      | 61        | + 28       | 10     |
| 5    | Paraguay   | 7        | 3        | 0         | 4        | 115     | 83        | + 32       | 6      |
| 6    | Chile      | 7        | 2        | 0         | 5        | 111     | 103       | + 8        | 4      |
| 7    | Perú       | 7        | 1        | 0         | 6        | 22      | 245       | - 223      | 2      |
| 8    | Costa Rica | 7        | 0        | 0         | 7        | 17      | 213       | - 196      | 0      |

Nota: Se otorgan 2 puntos al equipo que gane un partido, 1 al que empate y 0 al que pierda
|  | Clasificado a Río 2016 |

|  | Clasificados al repechaje mundial para Río 2016 |

## Resultados
| 5 de junio | Uruguay | 36 - 0 | Perú |  |  |

| 5 de junio | Colombia | 36 - 0 | Costa Rica |  |  |

| 5 de junio | Paraguay | 10 - 0 | Chile |  |  |

| 5 de junio | Argentina | 24 - 0 | Venezuela |  |  |

| 5 de junio | Venezuela | 0 - 15 | Colombia |  |  |

| 5 de junio | Chile | 42 - 0 | Perú |  |  |

| 5 de junio | Paraguay | 43 - 0 | Costa Rica |  |  |

| 5 de junio | Argentina | 10 - 14 | Uruguay |  |  |

| 5 de junio | Costa Rica | 0 - 29 | Venezuela |  |  |

| 5 de junio | Paraguay | 5 - 10 | Uruguay |  |  |

| 5 de junio | Chile | 12 - 24 | Colombia |  |  |

| 5 de junio | Argentina | 42 - 0 | Perú |  |  |

| 6 de junio | Paraguay | 38 - 5 | Perú |  |  |

| 6 de junio | Chile | 0 - 21 | Venezuela |  |  |

| 6 de junio | Colombia | 12 - 0 | Uruguay |  |  |

| 6 de junio | Argentina | 40 - 0 | Costa Rica |  |  |

| 6 de junio | Chile | 36 - 0 | Costa Rica |  |  |

| 6 de junio | Colombia | 41 - 0 | Perú |  |  |

| 6 de junio | Uruguay | 0 - 15 | Venezuela |  |  |

| 6 de junio | Argentina | 41 - 12 | Paraguay |  |  |

| 7 de junio | Colombia | 22 - 0 | Paraguay |  |  |

| 7 de junio | Uruguay | 12 - 5 | Costa Rica |  |  |

| 7 de junio | Venezuela | 34 - 0 | Perú |  |  |

| 7 de junio | Argentina | 29 - 7 | Chile |  |  |

| 7 de junio | Uruguay | 17 - 14 | Chile |  |  |

| 7 de junio | Venezuela | 12 - 7 | Paraguay |  |  |

| 7 de junio | Perú | 17 - 12 | Costa Rica |  |  |

| 7 de junio | Argentina | 7 - 12 | Colombia |  |  |

| Bandera de Colombia |
| Campeón Colombia    |
| Primer título       |

## Posiciones finales[1]
| Posición | Selección  |
| -------- | ---------- |
| 1        | Colombia   |
| 2        | Argentina  |
| 3        | Venezuela  |
| 4        | Uruguay    |
| 5        | Paraguay   |
| 6        | Chile      |
| 7        | Perú       |
| 8        | Costa Rica |